# Dolnje Mraševo
Dolnje Mraševo je naselje v Občini Straža.